# 莉蓮·奧本海默
莉蓮·蘿絲·沃豪斯·克魯斯卡爾·奧本海默（英語：Lillian Rose Vorhaus Kruskal Oppenheimer，1898年10月24日—1992年7月24日）是一名美國摺紙先驅。她從1950年代開始在西方普及摺紙，並將日文術語「摺紙」（origami）推廣到英語圈，逐漸取代了之前的直譯「摺紙」（paper folding）。1960年代，她與莎莉·劉易斯合著了幾本關於摺紙的暢銷書。
奧本海默在紐約市管理著一個由熱心摺紙愛好者組成的非正式團體，1978年，她與愛麗絲·格雷和邁克爾·肖爾共同創建非營利組織摺紙中心之友（Friends of the Origami Center）。奧本海默去世後，該組織更名為OrigamiUSA。截至2016年，它是美國最大的摺紙組織。
奧本海默出生於一個有奧地利、匈牙利和捷克血統的猶太家庭，是以進口皮草為生的律師伯納德·沃豪斯（Bernard Vorhaus）的女兒。她是威廉、莫莉（Molly）、羅莎莉（Rosaly）、馬丁和約瑟夫的母親，三個兒子都是傑出的數學家。

## 著作
- Lewis, Shari; Oppenheimer, Lillian. . New York: Stein and Day. 1962. ASIN B000NWKJ24.
- Lewis, Shari; Oppenheimer, Lillian. . Lanham, Md.: Scarborough House. 1963. ISBN 0-812819-53-5.
- Lewis, Shari; Oppenheimer, Lillian. . New York: E. P. Dutton. 1962. ASIN B000K6G2BK.
- Oppenheimer, Lillian; Epstein, Natalie. . Mineaola, N.Y.: Dover Publications. 1980. ISBN 0-486237-97-4.